# Аділсон Тавареш Варела
Аділсон Тавареш Варела (порт. Adilson Tavares Varela, нар. 22 жовтня 1988, Прая), більш відомий як Кабрал (порт. Cabral) — швейцарський футболіст кабовердійського походження, опорний півзахисник швейцарського клубу «Цюрих».
П'ятириразовий чемпіон Швейцарії. Триразовий володар Кубка Швейцарії. 

## Клубна кар'єра
Народився 22 жовтня 1988 року в місті Прая (Кабо-Верде). Дитиною переїхав до Швейцарії, де почав займатися футболом. Вихованець юнацьких команд футбольних клубів «Мудон», «Етуаль Брой» та «Лозанна».
У дорослому футболі дебютував 2005 року виступами за команду клубу «Лозанна», в якій провів два сезони, взявши участь у 26 матчах чемпіонату. 
Своєю грою за цю команду привернув увагу представників тренерського штабу клубу «Базель», до складу якого приєднався 2007 року. Відіграв за команду з Базеля один сезон, після чого був відданий в оренду до іспанської «Севільї», в якій провів один рік, граючи за другу команду клубу, «Севілья Атлетіко».
2009 року повернувся до «Базеля», в якому поступово став основним гравцем на позиції опорного півзахисника. Відіграв за команду з Базеля ще 91 матч в національному чемпіонаті.
Влітку 2013 року перебрався до Англії, уклавши контракт з місцевим «Сандерлендом».

## Виступи за збірну
Викликався до юнацьких збірних Швейцарії різних вікових категорій. Протягом 2007–2009 років залучався до складу молодіжної збірної Швейцарії. На молодіжному рівні зіграв у 9 офіційних матчах.
В листопаді 2012 року прийняв пропозицію захищати на дорослому рівні кольори національної збірної своєї батьківщини, Кабо-Верде. Був влкючений до складу збірної Кабо-Верде для участі у товариській грі проти збірної Гани, проте провів цей матч на лаві запасних. 

## Титули і досягнення
- Чемпіон Швейцарії (5):

«Базель»:  2007–08, 2009–10, 2010–11, 2011–12, 2012–13
- Володар Кубка Швейцарії (4):

«Базель»:  2007–08, 2009–10, 2011-12, 2015-16